# Inge Lehmann
Inge Lehmann (Koppenhága, 1888. május 13. – Koppenhága, 1993. február 21.) dán szeizmológus és geofizikus. Ő fedezte fel a Föld belső magját.

## Élete
1888. május 13-án született Koppenhágában. Kortársaival ellentétben koedukált iskolába járt és későbbi tanulmányai során bizonyította, hogy a nők a tudományos életben is megállják a helyüket. Felsőfokú tanulmányokat a Koppenhágai Egyetemen és a Cambridge-i Egyetemen folytatott.
Tudományos áttörését az Új-Zélandot 1929-ben megrázó nagyobb földrengés adatainak tanulmányozásával érte el. 1936-ban a mért szeizmikus adatokból kiindulva feltételezte, hogy a belső mag fizikai tulajdonságai eltérnek a külső magétól és így a Föld magja nem egyetlen megolvadt gömb. A szeizmológusok, akik nem tudtak működő modellt készíteni arra, hogy a földrengések által keltett p hullámok miért lassulnak le a Föld belsejének bizonyos belső részein, hamar elfogadták a következtetését.
Munkásságát 1971-ben az Amerikai Geofizikai Unió William Bowie-éremmel ismerte el. 104 éves korában hunyt el szülővárosában, Koppenhágában.